# Колодезное (Ровненская область)
Колодезное (укр. Колодязне) — село в Березновской городской общине Ровненского района Ровненской области Украины.
До 2020 года входило в Березновский район.
Население по переписи 2001 года составляло 1430 человек. Почтовый индекс — 34661. Телефонный код — 3653. Код КОАТУУ — 5620488302.